# Marek Marian Piątek
Marek Marian Piątek CSsR (* 10. Oktober 1954 in Tuchów) ist ein polnischer Ordensgeistlicher und römisch-katholischer Bischof von Coari.

Wappen von Marek Marian Piatek

## Leben
Marek Marian Piątek trat der Ordensgemeinschaft der Redemptoristen bei und legte am 15. August 1974 die Profess ab. Der Bischof von Tarnów, Jerzy Karol Ablewicz, weihte ihn am 5. Juni 1980 zum Priester.
Papst Benedikt XVI. ernannte ihn am 15. Juni 2011 zum Prälaten der Territorialprälatur Coari. Der Erzbischof von São Salvador da Bahia, Murilo Sebastião Ramos Krieger SCI, spendete ihm am 12. August desselben Jahres die Bischofsweihe; Mitkonsekratoren waren Czesław Stanula CSsR, Bischof von Itabuna, und Gutemberg Freire Régis CSsR, emeritierter Prälat von Coari.
Mit der Erhebung der Territorialprälatur zum Bistum Coari am 9. Oktober 2013 durch Papst Franziskus wurde Piątek dessen erster Diözesanbischof.